# Wiz-Art
Międzynarodowy Festiwal Filmów Krótkometrażowych we Lwowie Wiz-Art (ang. Lviv International Short Film Festival Wiz-Art, ukr. Міжнародний фестиваль короткометражних фільмів Wiz-Art) – coroczny międzynarodowy festiwal odbywający się w pod koniec lipca we Lwowie. 

## Historia
Festiwal został zainicjowany przez formację artystyczną Wiz-Art, założoną w 2008. Każdego roku podczas wydarzenia prezentowanych jest ponad 100 nowych filmów krótkometrażowych. Wiz-Art stanowi platformę kulturalną i edukacyjną, łącząc ukraińskich oraz zagranicznych filmowców i umożliwiając im dotarcie do doświadczonej ukraińskiej publiczności. Festiwal współpracuje z innymi wydarzeniami filmowymi, w tym z Brussels Short Film Festival.

## Program konkursowy
W festiwalu uczestniczą filmy krótkometrażowe z całego świata. Twórcy filmowi z dowolnego kraju mogą zgłaszać swoje produkcje poprzez formularz rejestracyjny. Co roku prezentowanych jest ponad 100 nowych filmów krótkometrażowych. Filmy zakwalifikowane do konkursu mogą ubiegać się o szereg nagród, a dodatkowo widzowie mają możliwość oglądania filmów w programie pozakonkursowym.

## Nagrody
Festiwal przyznaje nagrody w dwóch głównych kategoriach: konkursie międzynarodowym i krajowym.
Konkurs Międzynarodowy:
- Grand Prix – główna nagroda festiwalu, przyznawana za najlepszy film w konkursie międzynarodowym;
- Najlepszy Scenariusz – wyróżnienie za najlepszy scenariusz filmu;
- Nagroda Publiczności – przyznawana na podstawie głosów widzów festiwalu[6][7][8][9].

Konkurs Narodowy:
- Najlepszy Ukraiński Film Krótkometrażowy – nagroda dla najlepszego filmu ukraińskiego;
- Nagroda Publiczności – przyznawana na podstawie głosów publiczności dla filmu ukraińskiego[6][7][8][9].